# ریشارد نودکر
ریشارد نودکر (انگلیسی: Richard Neudecker؛ زادهٔ ۲۹ اکتبر ۱۹۹۶) بازیکن فوتبال اهل آلمان است.
از باشگاه‌هایی که در آن بازی کرده‌است می‌توان به باشگاه فوتبال مونیخ ۱۸۶۰ اشاره کرد.
وی همچنین در تیم‌های ملی فوتبال جوانان آلمان، جوانان آلمان، جوانان آلمان، و جوانان آلمان بازی کرده‌است.